# 1670

## Събития
- Колбер въвежда високи мита върху чуждите стоки във Франция. Тази политика е известна като „меркантизъм“.

## Починали
- 10 март – Йохан Глаубер, алхимик и химик
- 11 октомври – Луи Льо Во, френски архитект
- 15 ноември – Ян Амос Коменски, Чешки мислител и педагог, родоначалник на съвременната педагогика
- октомври – Саломон ван Рейсдал, холандски художник (* 1600 ?)